# Salanso
Salanso (franska: Solenzo) är en provinshuvudstad i Burkina Faso.   Den ligger i provinsen Province des Banwa och regionen Boucle du Mouhoun, i den västra delen av landet, 280 km väster om huvudstaden Ouagadougou. Salanso ligger 316 meter över havet och antalet invånare är 10 385.
Terrängen runt Salanso är platt. Salanso är det största samhället i trakten.
Omgivningarna runt Salanso är en mosaik av jordbruksmark och naturlig växtlighet. Runt Salanso är det ganska tätbefolkat, med 65 invånare per kvadratkilometer.